# Sergei Wladimirowitsch Obraszow

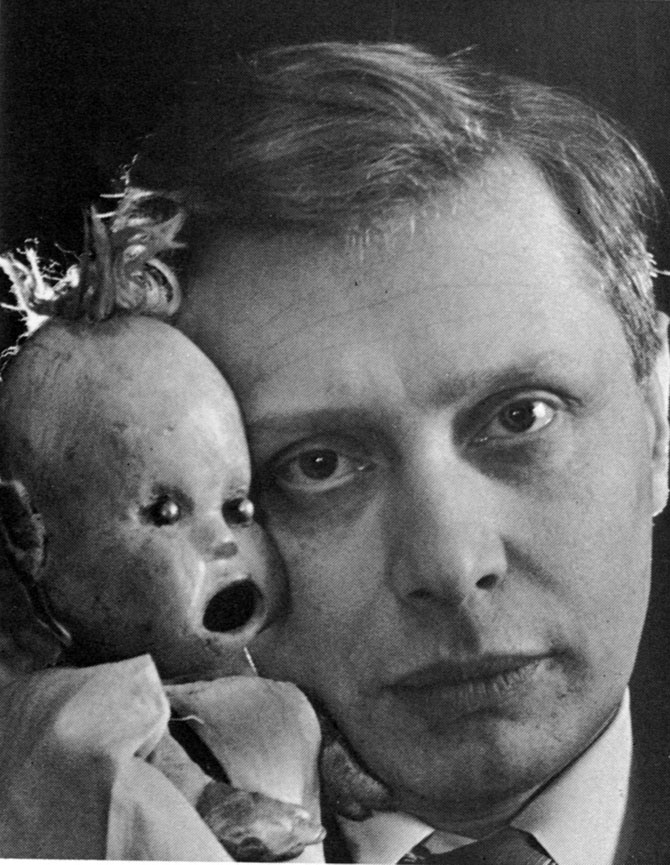
Obraszow 1930

Sergei Wladimirowitsch Obraszow (russisch Сергей Владимирович Образцов, wiss. Transliteration Sergej Vladimirovič Obrazcov; * 22. Junijul. / 5. Juli 1901greg. in Moskau; † 8. Mai 1992 ebenda) war ein sowjetischer Puppenspieler.

## Leben
Sergei Obraszow war Leiter des Zentralen Staatlichen Moskauer Puppentheaters. Zu seinen Ehren wurde ein internationales Puppenspielfestival nach ihm benannt.
Vom 18. Dezember 1950 bis zum 11. Januar 1951 führte eine DDR-Tournee Obraszow auch nach Deutschland mit Gastspielen in Berlin, Leipzig, Dresden, Chemnitz, Erfurt, Halle, Potsdam und Schwerin. Diese Tournee hatte insofern für das deutsche Puppenspiel Folgen, als sich Paul Hölzig (1911–1989) von Obraszows Vorstellung derart begeistert zeigte, dass er beschloss, selbst Puppenspieler zu werden; im Laufe der Jahre wurde Hölzig zu einem der populärsten Vertreter dieser Kunst im Osten Deutschlands.
Obraszow war der erste, der den bescheidenen Rahmen puppenspielerischer Auftritte technisch und personell sprengte: Während selbst die Hohnsteiner in der Regel mit öffentlichen Verkehrsmitteln oder mit einem einzigen Pkw reisen konnten, erschien Obraszow an seinen Auftrittsorten mit einem mehr als 50 Mann starken Mitarbeiterteam und mehreren Eisenbahnwaggons voller Bühnenausstattung.
Der bedeutende deutsche Puppenspieler Max Jacob schreibt in seiner 1964 erschienenen Autobiographie Mein Kasper und ich nur in den höchsten Tönen von Obraszow, mit dem er eine intensive Korrespondenz betrieben hat.
Auf Antrag der Kinder erhielt er die internationale Auszeichnung als Kavalier des Ordens des Lächelns.
Obraszows Wirken hat wohl die weltweit wichtigsten Tendenzen ausgelöst, durch die Puppentheater im 20. Jahrhundert stärker als zuvor als „hochkulturelle“ Theaterform Anerkennung fand. Seine frühen Solo-Nummern, vor allem die mit fast nackten Händen, sind teilweise durchaus der Avantgarde zuzurechnen – seine Inszenierungen mit großem Ensemble (sein Theater hat ca. 300 Mitarbeiter) eher dem Sowjet-Realismus ab den 30er Jahren. Die angestrebte Perfektion im Sinne naturalistischer Illusion wurde möglich durch die Führung einer Puppe durch mehrere Spieler. Im Repertoire finden sich aber kaum realistische oder gar politische Stücke. In einigen Aufführungen fanden sich auch Ansätze zu anti-illusionistischen Prinzipien, wie sie das moderne Puppentheater mehr und mehr bestimmen – hier spielte Obraszow aber nicht mehr die führende Rolle.
Erstmals fand im größeren Maßstab die aus Asien stammende Stabpuppe im europäischen Theater Anwendung, bei der die Arme von unten durch Stäbe geführt werden. Als Solist blieb er eher bei der Handpuppe, zeigte aber mit seinem Säufer schon in den 30er Jahren eine Klappmaulpuppe, wie sie später Jim Hensons Sesamy-Street und Muppet-Show populär machten.
Die Stabpuppe wurde überall in der Sowjetunion, dann auch in den Ländern des Ostblocks eingeführt, als dort nach dem Zweiten Weltkrieg größere Puppentheaterensembles, meist als Staatsbetriebe, entstanden. Das Vorbild Obraszow war so prägend, teilweise wurde eine vorgegebene Ästhetik auch administrativ unter Verdrängung nationaler Eigenheiten durchgesetzt, dass Eigenes lange Zeit nur bedingt entstehen konnte. Inwieweit Obraszow daran selber beteiligt war, ist nicht zu belegen, bekannt sind einige Beispiele, wo er im Gegenteil Neues in anderen Ländern unterstützt hat.
Auffällig ist, dass neben Obraszow und seinem Theater kaum anderes Puppentheater aus der Sowjetunion bekannt wurde, was bei einem so großen Land über so lange Zeit kaum als Zufall anzusehen ist.
Die weitgehend flächendeckenden Systeme von städtischen/staatlichen Puppentheatern und Puppentheaterschulen im ehemaligen Ostblock – im Unterschied zu den vorherrschenden Klein- bzw. Einmann-Theatern im Westen – zeugen heute noch vom Einfluss des Obraszowschen Puppentheaters: Große arbeitsteilige hochspezialisierte Theaterbetriebe.